# Сэмпл, Фредерик
Фредерик Хамфри Семпл (англ. Frederick Humphrey Semple; 24 декабря 1872, Сент-Луис, Миссури — 21 декабря 1927 или 20 декабря 1927, Сент-Луис, Миссури) — американский гольфист и теннисист, серебряный призёр летних Олимпийских игр 1904.
На Играх 1904 в Сент-Луисе в гольфе Семпл участвовал в двух турнирах. В командном он занял 14-е место, и в итоге его команда стала второй и выиграла серебряные награды. В одиночном разряде он занял 26-е место в квалификации, но пройдя в плей-офф, закончил соревнование уже в первом раунде.
В теннисе Семпл соревновался только в парном турнире вместе с Джорджем Стеделом, но они вышли из соревнования уже после первого раунда.